# Nelsons stekelmuisgoffer
De Nelsons stekelmuisgoffer (Heteromys nelsoni)  is een zoogdier uit de familie van de wangzakmuizen (Heteromyidae). De wetenschappelijke naam van de soort werd voor het eerst geldig gepubliceerd door Merriam in 1902.

## Voorkomen
De soort komt voor in Mexico en Guatemala.